# انجمن حسابداران مدیریت خبره
| انجمن حسابداران مدیریت خبره | انجمن حسابداران مدیریت خبره                               |
| --------------------------- | --------------------------------------------------------- |
|                             |                                                           |
| ماموریت                     | کمک به افراد و شرکت‌ها برای موفقیت در بخش‌های خصوصی و عمومی |
| بنیان‌گذاری                  | ۱۹۱۹، ۱۸ آوریل، لندن، انگلستان                            |
| مقر                         | لندن، انگلستان                                            |
| اعضا                        | بیش از ۲۰۳۰۰۰ عضو و دانش‌جو از ۱۷۳ کشور جهان               |
| زبان رسمی                   | انگلیسی                                                   |
| رئیس و دبیرکل               | Gulzari Lal Babber (منبع)                                 |
| وب‌گاه رسمی                  | www.cimaglobal.com                                        |

انجمن حسابداران مدیریت خبره (cima) (به انگلیسی: Chartered Institute of Management Accountants) یا سایما یکی از تأثیرگذارترین انجمن‌های حرفه‌ای حسابداری جهان - با تمرکز بر حسابداری مدیریت و حسابداری و مالی اسلامی - به‌شمار می‌آید. با این که خاست‌گاه اولیه این انجمن انگلستان و جمهوری ایرلند است؛ ولی، هم‌اکنون با بیش از ۲۰۳۰۰۰ عضو و دانش‌جو از ۱۷۳ کشور جهان به عنوان بزرگ‌ترین نهاد بین‌المللی حسابداری مدیریت جهان شناخته می‌شود. این انجمن از تاریخ راه‌اندازی فدراسیون بین‌المللی حسابداران (آیفک) (۷ اکتبر ۱۹۷۷) در آن عضویت دارد؛ و یکی از اعضای بنیان‌گذار فدراسیون حسابداران اروپایی (FEE) است.

## ارکان
این انجمن توسط شورایی ۵۳ نفری راهبری می‌شود؛ و ۱۴ کمیته در دو گروه کلی کمیته‌های راهبری و کمیته‌های خط‌مشی امور مربوط آن را هدایت می‌کنند. از جمله این کمیته‌ها می‌توان به کمیته‌های فنی، حسابرسی، انتصابات، انضباطی، اجرایی، بازارهای جهانی، بازرسی، خدمات اعضا، و استانداردهای حرفه‌ای اشاره کرد.

## خدمات
فعالیت اصلی سایما ارائه خدمات آموزشی و ارائه گواهی‌نامه‌های حرفه‌ای در زمینه حسابداری مدیریت و حسابداری و مالی اسلامی است:

### گواهی‌نامه‌های حرفه‌ای حسابداری مدیریت
سایما بر مبنای دوره‌های آموزشی طراحی‌شده و تجربه کاری متقاضیان در زمینه حسابداری مدیریت چند گواهی‌نامه حرفه‌ای (به شرح زیر) به آنان اعطا می‌کند. این گواهی‌نامه‌ها جزو معتبرترین گواهی‌نامه‌های حرفه‌ای جهان در حسابداری مدیریت شناخته می‌شوند:
- گواهی‌نامه حسابدار مدیریت خبره وابسته (ACMA)
- گواهی‌نامه حسابدار مدیریت خبره پیوسته (FCMA)
- گواهی‌نامه حسابدار مدیریت خبره جهانی (CGMA): این یکی از جدیدترین گواهی‌نامه‌های حرفه‌ای حسابداری است، که از ۳۱ ژانویهٔ ۲۰۱۲، با هم‌کاری مشترک سایما و انجمن حسابداران رسمی آمریکا (AICPA) به متقاضیان اعطا می‌شود.[۴]

### گواهی‌نامه‌های حرفه‌ای اسلامی
با توجه به گسترش بازارهای مالی اسلامی و طراحی و به‌کارگیری ابزارهای مالی اسلامی (صکوک، تکافول، ...)، در سال‌های اخیر، سایما به تازگی با هم‌کاری نهادهای حسابداری کشورهای اسلامی (عموماً حاشیه خلیج فارس) گواهی‌نامه‌های متعددی را نیز در موضوعات گوناگون حسابداری و مالی اسلامی (به شرح زیر) طراحی و ارائه کرده‌است.:
- CDIF: دیپلم مالی اسلامی (Diploma in Islamic Finance)
- CADIF: دیپلم پیشرفته مالی اسلامی (Advanced Diploma in Islamic Finance)
- CICL: گواهی‌نامه قانون تجارت اسلامی (Certificate in Islamic Commercial Law)
- CIBT: گواهی‌نامه بانکداری اسلامی و تکافول (Certificate in Islamic Banking and Takaful)
- CICMI: گواهی‌نامه بازارهای سرمایه و ابزارهای مالی اسلامی (Certificate Islamic Capital Markets and Instruments)
- CAIFI: گواهی‌نامه حسابداری نهادهای مالی اسلامی (Certificate in Accounting for Islamic Financial Institutions)